# Gig
Gig is een livealbum van de Amerikaanse hardcore punk band Circle Jerks. Het is in 1992 uitgegeven door Combat Records. De band was op dat moment uit elkaar.

## Nummers
1. "Beat Me Senseless" – 2:07
2. "High Price on Our Heads" – 2:19
3. "Letter Bomb" – 1:05
4. "In Your Eyes" – 0:43
5. "Making the Bombs" – 3:26
6. "All Wound Up" – 1:38
7. "Coup d'Etat" – 1:51
8. "Mrs. Jones" – 1:51
9. "Back Against the Wall" – 1:47
10. "Casualty Vampires" – 2:20
11. "I Don't" – 2:06
12. "Making Time" – 2:23
13. "Junk Mail" – 1:02
14. "I, I & I" – 2:08
15. "World Up My Ass" – 1:15
16. "I Just Want Some Skank" – 1:13
17. "Beverly Hills" – 1:02
18. "The Crowd" – 1:30
19. "When the Shit Hits the Fan" – 2:33
20. "Deny Everything" – 0:36
21. "Wonderful" – 2:32
22. "Wild in the Street" – 2:58

Keith Morris · Greg Hetson · Zander Schloss · Keith Fitzgerald
Oud-leden: Roger Rogerson · Lucky Lehrer · Chuck Biscuits · Earl Liberty · Keith Clark
Studioalbums: Group Sex (1980) · Wild in the Streets (1982) · Golden Shower of Hits (1983) · Wonderful (1985) · VI (1987) · Oddities, Abnormalities and Curiosities (1995)

Overige albums: Group Sex/Wild in the Streets (1986, compilatie) · Gig (1992, live)